# 劲直菝葜
劲直菝葜（学名：Smilax rigida）为百合科菝葜属下的一个种。其种加词“rigida”来源于拉丁文“rigidus”，意为“坚硬的，僵硬的”。